# 大阪狭山市立市民ふれあいの里
大阪狭山市立市民ふれあいの里（おおさかさやましりつしみんふれあいのさと）は、大阪府大阪狭山市にある公園。
運動広場やキャンプ場など野外活動施設のほか、緑化植物園やリス園がある。

## 施設概要

### 花と緑の広場
- 緑化植物園 - ヤシなど70種類の熱帯植物を観察できる温室。昆虫展示[1]。
- リス園 - タイワンリスやモルモットが40匹ほどいる。西日本で唯一のリス園[1]。

### 青少年野外活動広場
- キャンプ場（テント宿泊・デイキャンプ） - 予約制
- テントサイト、野外炊事場、冒険広場、多目的広場
- 野外炊飯やBBQなど火気使用も可能。（前日までに予約要）

### 市民ふれあいの里スポーツ広場
- 全天候型テニスコート3面

## 場所・アクセス
- 所在地 : 大阪狭山市東野東1-32-2
- 南海高野線 大阪狭山市駅・金剛駅より大阪狭山市循環バスにて「ふれあいの里」バス停下車。
- 無料駐車場あり。

## 利用
2022年1月現在の情報

### 利用料金
- 青少年野外活動広場・花と緑の広場 共通利用券 - 日帰り（中学生以上有料） 200円 - 大阪狭山市民、障碍者など減免有り。
  - リスの餌 100円[1]
- キャンプ場宿泊（7月～8月のみ） - 宿泊（中学生以上有料) 400円 （日帰り・宿泊とも予約要） - 大阪狭山市民、障碍者など減免有り。
- スポーツ広場 - テニスコート 1面 1時間 500円

### 利用時間
- 青少年野外活動広場・花と緑の広場
  - 9月～4月 - 9:00～17:00
  - 5月～8月 - 9:00～19:00（リス園は17:00まで）
- スポーツ広場
  - 9月～4月 - 9:00～17:00
  - 5月～8月 - 8:00～19:00
- 休業日
  - 年末年始（12月29日～1月4日）